# Giải vô địch bóng đá nữ ASEAN 2025
Giải vô địch bóng đá nữ ASEAN 2025 (tiếng Anh: 2025 ASEAN Women's Championship), tên chính thức là ASEAN Women's MSIG Serenity Cup 2025 vì lý do tài trợ, là lần tổ chức thứ 13 của Giải vô địch bóng đá nữ ASEAN (trước đây là Giải vô địch bóng đá nữ Đông Nam Á), giải đấu bóng đá nữ quốc tế do Liên đoàn bóng đá ASEAN (AFF) tổ chức. Giải đấu sẽ diễn ra tại Việt Nam từ ngày 6 đến ngày 19 tháng 8 năm 2025. Đây là lần đầu tiên Giải vô địch bóng đá nữ ASEAN có nhà tài trợ chính thức.
Philippines là đương kim vô địch, nhưng đã bị loại từ vòng bảng.

## Lựa chọn chủ nhà
Indonesia ban đầu được chỉ định làm nước chủ nhà cho Giải vô địch bóng đá nữ ASEAN 2025 diễn ra vào tháng 8, tuy nhiên quốc gia này còn tổ chức Giải vô địch bóng đá U-16 nữ ASEAN trong cùng thời gian. Hiệp hội bóng đá Indonesia (PSSI) đã quyết định rút lui sau khi đề nghị chuyển giải đấu sang tháng 5 của họ không được AFF chấp nhận. Việt Nam sau đó đã được xác nhận là nước chủ nhà của giải đấu vào ngày 24 tháng 4 năm 2025.

## Vòng loại
Năm đội tuyển có thành tích tốt nhất tại Giải vô địch bóng đá nữ Đông Nam Á 2022 tự động giành quyền tham dự giải đấu lần này. Ba đội tuyển khác cũng đã giành quyền tham dự vòng chung kết của giải đấu thông qua Cúp bóng đá nữ Đông Nam Á 2024, bao gồm Indonesia, Campuchia và Singapore. Đây là lần đầu tiên một giải đấu vòng loại được tiến hành trước vòng chung kết Giải vô địch nữ ASEAN.
Singapore thông báo rút lui khỏi giải đấu ngay trước khi buổi lễ bốc thăm bắt đầu vào ngày 9 tháng 6 năm 2025, vì vậy Đông Timor – đội xếp thứ tư tại vòng loại – đã được tham dự thay thế. Úc tham dự giải đấu với đội hình U-23.

### Các đội tham dự
| Đội tuyển   | Tham dự | Thành tích tốt nhất                |
| ----------- | ------- | ---------------------------------- |
| Úc          | 2 lần   | Vòng bảng (2022)                   |
| Campuchia   | 4 lần   | Vòng bảng (2018, 2019, 2022)       |
| Indonesia   | 10 lần  | Hạng tư (2004)                     |
| Myanmar     | 13 lần  | Vô địch (2004, 2007)               |
| Philippines | 12 lần  | Vô địch (2022)                     |
| Thái Lan    | 12 lần  | Vô địch (2011, 2015, 2016, 2018)   |
| Đông Timor  | 5 lần   | Vòng bảng (2016, 2018, 2019, 2022) |
| Việt Nam    | 13 lần  | Vô địch (2006, 2012, 2019)         |

## Bốc thăm
Lễ bốc thăm được tổ chức vào lúc 10:00 (UTC+7) ngày 9 tháng 6 năm 2025 tại Tòa nhà FPT Tower ở Hà Nội, Việt Nam. Tám đội tuyển tham dự được bốc thăm chia thành hai bảng, mỗi bảng gồm bốn đội. Hạt giống của các đội tuyển được xác định dựa trên thành tích tại Giải vô địch bóng đá nữ Đông Nam Á 2022 và Cúp bóng đá nữ Đông Nam Á 2024. Với tư cách là chủ nhà của giải đấu, Việt Nam nằm ở nhóm hạt giống số 1 và tự động được xếp vào vị trí A1 tại buổi lễ.
| Nhóm 1                       | Nhóm 2               | Nhóm 3           | Nhóm 4                   |
| ---------------------------- | -------------------- | ---------------- | ------------------------ |
| - Việt Nam (H) - Philippines | - Thái Lan - Myanmar | - Úc - Indonesia | - Campuchia - Đông Timor |

## Đội hình
Mỗi đội tuyển phải đăng ký một đội hình gồm 23 cầu thủ, ba trong số đó phải là thủ môn.

## Trọng tài
Các trọng tài sau đây đã được lựa chọn để điều khiển tại giải đấu.
Trọng tài
- Mưu Minh Tân
- Vu Hồng
- Yamashita Yoshimi
- Kim Yu-jeong
- Razlan Joffri Ali
- Muhammad Izzul Fikri
- Songkran Bunmeekiart
- Asker Nadjafaliev
- Rustam Lutfullin
- Nguyễn Mạnh Hải

Trợ lý trọng tài
- Văn Ly Ly
- Vũ Kiều Ly
- Makoto Bozono
- Mohd Arif Shamil
- Muhammad Farhan
- Merlo Albano Silva
- Mick Jon Pineda
- Abdul Hannan
- Nuannid Donjangreed
- Supawan Hinthong
- Phan Huy Hoàng

Trợ lý trọng tài video
- Kim Kinh Nguyên
- Choi Hyun-jae
- Lee Seul-gi
- Mongkolchai Pechsri
- Sivakorn Pu-udom

## Địa điểm
Tổng cộng hai địa điểm được sử dụng cho giải đấu, sân vận động Việt Trì tại tỉnh Phú Thọ và sân vận động Lạch Tray tại thành phố Hải Phòng. Sân vận động Lạch Tray cũng là địa điểm tổ chức các trận bán kết, tranh hạng ba và chung kết.
| Phú ThọHải Phòng | Phú Thọ               | Hải Phòng              |
| ---------------- | --------------------- | ---------------------- |
| Phú ThọHải Phòng | Sân vận động Việt Trì | Sân vận động Lạch Tray |
| Phú ThọHải Phòng | Sức chứa: 20.000      | Sức chứa: 30.000       |
| Phú ThọHải Phòng |                       |                        |

## Vòng bảng
Hai đội đứng đầu mỗi bảng lọt vào vòng bán kết. 
Các tiêu chí
Các đội được xếp hạng theo điểm (3 điểm cho một trận thắng, 1 điểm cho một trận hòa, 0 điểm cho một trận thua), và nếu bằng điểm, các tiêu chí sau đây sẽ được áp dụng theo thứ tự, để xác định thứ hạng:
1. Điểm trong các trận đối đầu trực tiếp giữa các đội có liên quan;
2. Hiệu số bàn thắng thua trong các trận đối đầu trực tiếp giữa các đội có liên quan;
3. Số bàn thắng ghi được trong các trận đối đầu trực tiếp giữa các đội có liên quan;
4. Nếu có nhiều hơn hai đội bằng điểm và sau khi đã áp dụng các tiêu chí đối đầu ở trên, vẫn còn hai hay nhiều đội có thứ hạng ngang nhau, tiếp tục áp dụng các tiêu chí trên cho riêng các đội này cho đến khi tính được thứ hạng cuối cùng. Nếu việc này không dẫn đến kết quả, áp dụng các tiêu chí tiếp theo;
5. Hiệu số bàn thắng thua trong tất cả các trận đấu bảng;
6. Số bàn thắng ghi được trong tất cả các trận đấu bảng;
7. Sút luân lưu nếu chỉ có hai đội liên quan và họ gặp nhau trong trận đấu cuối cùng của bảng;
8. Điểm kỷ luật (thẻ vàng = –1 điểm, thẻ đỏ gián tiếp (2 thẻ vàng) = –3 điểm, thẻ đỏ trực tiếp = –3 điểm, thẻ vàng và thẻ đỏ trực tiếp = –4 điểm);
9. Bốc thăm.

### Bảng A
| VT | Đội          | ST | T | H | B | BT | BB | HS  | Đ | Giành quyền tham dự     |
| -- | ------------ | -- | - | - | - | -- | -- | --- | - | ----------------------- |
| 1  | Việt Nam (H) | 3  | 3 | 0 | 0 | 14 | 0  | +14 | 9 | Vòng đấu loại trực tiếp |
| 2  | Thái Lan     | 3  | 2 | 0 | 1 | 14 | 1  | +13 | 6 | Vòng đấu loại trực tiếp |
| 3  | Campuchia    | 3  | 0 | 1 | 2 | 1  | 14 | −13 | 1 |                         |
| 4  | Indonesia    | 3  | 0 | 1 | 2 | 1  | 15 | −14 | 1 |                         |

| Thái Lan                                                                                         | 7–0      | Indonesia |
| ------------------------------------------------------------------------------------------------ | -------- | --------- |
| - Poomsri 6', 27' - Casteen 19' - Manowang 40' - Jinantuya 41' - Klinklai 71' - Promthongmee 72' | Chi tiết |           |

| Việt Nam | 6–0      | Campuchia |
| --- | -------- | --------- |
| - Dương Thị Vân 7' - Ngân Thị Vạn Sự 11' - Phạm Hải Yến 14' - Nguyễn Thị Vạn 17' - Nguyễn Thị Trúc Hương 51' - Thái Thị Thảo 60' | Chi tiết |           |

| Campuchia | 0–7      | Thái Lan                                                                        |
| --------- | -------- | ------------------------------------------------------------------------------- |
|           | Chi tiết | - Casteen 38', 45+2' - Jinantuya 40', 47', 90' - Promthongmee 70' - Somnonk 81' |

| Indonesia | 0–7      | Việt Nam |
| --------- | -------- | --- |
|           | Chi tiết | - Nguyễn Thị Bích Thùy 25' - Hoàng Thị Loan 28' - Phạm Hải Yến 69', 85' - Ngân Thị Vạn Sự 71' - Trần Thị Thu Thảo 81' - Nguyễn Thị Tuyết Dung 89' |

| Việt Nam                | 1–0      | Thái Lan |
| ----------------------- | -------- | -------- |
| - Trần Thị Thu Thảo 36' | Chi tiết |          |

| Indonesia       | 1–1      | Campuchia   |
| --------------- | -------- | ----------- |
| - Nurrohmah 82' | Chi tiết | - Saody 76' |

### Bảng B
| VT | Đội         | ST | T | H | B | BT | BB | HS  | Đ | Giành quyền tham dự     |
| -- | ----------- | -- | - | - | - | -- | -- | --- | - | ----------------------- |
| 1  | Myanmar     | 3  | 2 | 1 | 0 | 6  | 2  | +4  | 7 | Vòng đấu loại trực tiếp |
| 2  | Úc          | 3  | 2 | 0 | 1 | 11 | 2  | +9  | 6 | Vòng đấu loại trực tiếp |
| 3  | Philippines | 3  | 1 | 1 | 1 | 8  | 2  | +6  | 4 |                         |
| 4  | Đông Timor  | 3  | 0 | 0 | 3 | 0  | 19 | −19 | 0 |                         |

| Myanmar                                        | 2–1      | Úc           |
| ---------------------------------------------- | -------- | ------------ |
| - May Thet Mon Myint 32' - Win Theingi Tun 47' | Chi tiết | - Furphy 85' |

| Philippines                                                                   | 7–0      | Đông Timor |
| ----------------------------------------------------------------------------- | -------- | ---------- |
| - Schinaman 2' - Quezada 7', 32' - Long 9' - Tolentin 57', 64' - Wyrzynski 9' | Chi tiết |            |

| Đông Timor | 0–3      | Myanmar                         |
| ---------- | -------- | ------------------------------- |
|            | Chi tiết | - Win Theingi Tun 44', 55', 62' |

| Úc                | 1–0      | Philippines |
| ----------------- | -------- | ----------- |
| - Jančevski 45+1' | Chi tiết |             |

| Philippines    | 1–1      | Myanmar               |
| -------------- | -------- | --------------------- |
| - Mathelus 71' | Chi tiết | - Win Theingi Tun 33' |

| Úc | 9–0      | Đông Timor |
| --- | -------- | ---------- |
| - Furphy 2', 30' - Jančevski 11', 46' - Johnston 44' - Murray 58' - McKenna 62' - Keane 79' - Brigida 82' (l.n.) | Chi tiết |            |

## Vòng đấu loại trực tiếp
Trong vòng đấu loại trực tiếp, nếu một trận đấu có kết quả hòa sau 90 phút:
- Tại trận tranh hạng ba, sẽ không thi đấu hiệp phụ, trận đấu được quyết định bằng loạt sút luân lưu.
- Tại trận bán kết và trận chung kết, sẽ tổ chức thi đấu hiệp phụ. Nếu kết quả vẫn hòa sau hiệp phụ, trận đấu được quyết định bằng loạt sút luân lưu.[20]

Trợ lý trọng tài video (VAR) lần đầu tiên sẽ được sử dụng tại giải đấu, bắt đầu từ vòng bán kết.

### Sơ đồ
|  | Bán kết                | Bán kết |                        |   | Chung kết | Chung kết |
|  |                        |         |                        |   |           |           |
|  | 16 tháng 8 — Hải Phòng |         |                        |   |           |           |
|  |                        |         |                        |   |           |           |
|  | Việt Nam               | 1       |                        |   |           |           |
|  | Việt Nam               | 1       | 19 tháng 8 — Hải Phòng |   |           |           |
|  | Úc                     | 2       |                        |   |           |           |
|  | Úc                     | 2       | Úc                     | 1 |           |           |
|  | 16 tháng 8 — Hải Phòng |         | Úc                     | 1 |           |           |
|  |                        | Myanmar | 0                      |   |           |           |
|  | Myanmar                | Myanmar | 0                      | 2 |           |           |
|  | Myanmar                |         |                        | 2 |           |           |
|  | Thái Lan               | 1       |                        |   |           |           |
|  | Thái Lan               | 1       | Tranh hạng ba          |   |           |           |
|  |                        |         |                        |   |           |           |
|  | 19 tháng 8 — Hải Phòng |         |                        |   |           |           |
|  |                        |         |                        |   |           |           |
|  | Việt Nam               | 3       |                        |   |           |           |
|  | Việt Nam               | 3       |                        |   |           |           |
|  | Thái Lan               | 1       |                        |   |           |           |

### Bán kết
| Myanmar                            | 2–1      | Thái Lan     |
| ---------------------------------- | -------- | ------------ |
| - Win Theingi Tun 13', 72' (ph.đ.) | Chi tiết | - Wirunya 6' |

| Việt Nam                   | 1–2      | Úc                       |
| -------------------------- | -------- | ------------------------ |
| - Nguyễn Thị Bích Thùy 88' | Chi tiết | - Keane 6' - McKenna 17' |

### Tranh hạng ba
| Việt Nam                                                      | 3–1      | Thái Lan      |
| ------------------------------------------------------------- | -------- | ------------- |
| - Phạm Hải Yến 45' - Huỳnh Như 65' - Nguyễn Thị Bích Thùy 68' | Chi tiết | - Wirunya 87' |

### Chung kết
| Úc           | 1–0      | Myanmar |
| ------------ | -------- | ------- |
| - Furphy 66' | Chi tiết |         |

## Thống kê

### Vô địch
| Vô địch Giải vô địch bóng đá nữ ASEAN 2025 |
| ------------------------------------------ |
| · U-23 Úc · Lần thứ 1                      |

### Các giải thưởng
Các giải thưởng dưới đây đã được trao sau khi giải đấu kết thúc:
| Cầu thủ xuất sắc nhất giải | Cầu thủ trẻ xuất sắc nhất giải | Thủ môn xuất sắc nhất giải | Vua phá lưới    |
| -------------------------- | ------------------------------ | -------------------------- | --------------- |
| Holly Furphy               | Alana Jančevski                | Myo Mya Mya Nyein          | Win Theingi Tun |

### Cầu thủ ghi bàn
Đã có 66 bàn thắng ghi được trong 16 trận đấu, trung bình 4.12 bàn thắng mỗi trận đấu.
7 bàn thắng
- Win Theingi Tun

4 bàn thắng
- Holly Furphy
- Janista Jinantuya
- Phạm Hải Yến

3 bàn thắng
- Alana Jančevski
- Madison Casteen
- Nguyễn Thị Bích Thùy

2 bàn thắng
- Aideen Keane
- Leticia McKenna
- Quinley Quezada
- Dionesa Tolentin
- Kanjanathat Poomsri
- Thawanrat Promthongmee
- Wirunya Kwaenkasikarm
- Ngân Thị Vạn Sự
- Trần Thị Thu Thảo

1 bàn thắng
- Grace Johnston
- Emilia Murray
- Hok Saody
- Rosdilah Nurrohmah
- May Thet Mon Myint
- Hali Long
- Nina Mathelus
- Aaliyah Schinaman
- Adelaide Wyrzynski
- Pinyaphat Klinklai
- Pichayatida Manowang
- Ploychompoo Somnonk
- Dương Thị Vân
- Nguyễn Thị Vạn
- Nguyễn Thị Trúc Hương
- Thái Thị Thảo
- Nguyễn Thị Tuyết Dung
- Hoàng Thị Loan
- Huỳnh Như

1 bàn phản lưới nhà
- Brigida da Costa (trong trận gặp Úc)

### Bảng xếp hạng chung cuộc
| VT | Đội         | ST | T | H | B | BT | BB | HS  | Đ  | Kết quả chung cuộc  |
| -- | ----------- | -- | - | - | - | -- | -- | --- | -- | ------------------- |
| 1  | Úc          | 5  | 4 | 0 | 1 | 14 | 3  | +11 | 12 | Vô địch             |
| 2  | Myanmar     | 5  | 3 | 1 | 1 | 8  | 4  | +4  | 10 | Á quân              |
| 3  | Việt Nam    | 5  | 4 | 0 | 1 | 18 | 3  | +15 | 12 | Hạng ba             |
| 4  | Thái Lan    | 5  | 2 | 0 | 3 | 16 | 6  | +10 | 6  | Hạng tư             |
|    |             |    |   |   |   |    |    |     |    |                     |
| 5  | Philippines | 3  | 1 | 1 | 1 | 8  | 2  | +6  | 4  | Bị loại ở vòng bảng |
| 6  | Campuchia   | 3  | 0 | 1 | 2 | 1  | 14 | −13 | 1  | Bị loại ở vòng bảng |
| 7  | Indonesia   | 3  | 0 | 1 | 2 | 1  | 15 | −14 | 1  | Bị loại ở vòng bảng |
| 8  | Đông Timor  | 3  | 0 | 0 | 3 | 0  | 19 | −19 | 0  | Bị loại ở vòng bảng |

## Tài trợ
| Đối tác danh hiệu | Đối tác trao giải  | Nhà tài trợ chính thức                                            | Đối tác tổ chức chính thức |
| ----------------- | ------------------ | ----------------------------------------------------------------- | -------------------------- |
| - MSIG            | - Huyndai - Shopee | - ALL - Accor Live Limitless - AirAsia - Yanmar - Acecook Vietnam | - Adidas                   |

## Phát sóng
| Các nước trong khu vực quy định sở hữu bản quyền ASEAN Women's MSIG Serenity Cup 2025 | Các nước trong khu vực quy định sở hữu bản quyền ASEAN Women's MSIG Serenity Cup 2025 | Các nước trong khu vực quy định sở hữu bản quyền ASEAN Women's MSIG Serenity Cup 2025 | Các nước trong khu vực quy định sở hữu bản quyền ASEAN Women's MSIG Serenity Cup 2025            |
| Quốc gia                                                                              | Mạng phát sóng                                                                        | Kênh truyền hình                                                                      | Nền tảng trực tuyến                                                                              |
| ------------------------------------------------------------------------------------- | ------------------------------------------------------------------------------------- | ------------------------------------------------------------------------------------- | ------------------------------------------------------------------------------------------------ |
| Úc                                                                                    | FPT                                                                                   | —                                                                                     | YouTube: FPT Bóng Đá Việt                                                                        |
| Brunei                                                                                | YouTube, Facebook                                                                     | —                                                                                     | YouTube: ASEAN United FC Facebook: ASEAN United FC                                               |
| Đông Timor                                                                            | YouTube, Facebook                                                                     | —                                                                                     | YouTube: ASEAN United FC Facebook: ASEAN United FC                                               |
| Campuchia                                                                             | Bayon TV                                                                              | Bayon TV                                                                              | Facebook: BTV Sport                                                                              |
| Indonesia                                                                             | MNC                                                                                   | RCTI, GTV, iNews, Sportstar                                                           | Viision+, Okezone, YouTube RCTI                                                                  |
| Lào                                                                                   | BG Sports Co.                                                                         | —                                                                                     | YouTube BG SPORTS                                                                                |
| Myanmar                                                                               | Sky Net, BG Sports Co.                                                                | Sky Net Sports HD, Sky Net Sports 4                                                   | YouTube BG SPORTS                                                                                |
| Malaysia                                                                              | Astro                                                                                 | Astro Arena                                                                           | Astro GO, Sooka                                                                                  |
| Philippines                                                                           | PFF                                                                                   | —                                                                                     | Facebook: The Philippine Football Federation                                                     |
| Singapore                                                                             | Mediacorp                                                                             | —                                                                                     | meWATCH                                                                                          |
| Thái Lan                                                                              | RTA Channel 5, AIS, TrueVisions, BG Sports Co.                                        | Channel 5, True Sports 2                                                              | YouTube: Changsuek BG SPORTS Facebook: Thai Women’s Football Ứng dụng: AIS Play, TrueVisions Now |
| Việt Nam                                                                              | FPT, VTV                                                                              | VTV5, VTV7                                                                            | YouTube: FPT Bóng Đá Việt Facebook: Truyền hình FPT Play Ứng dụng: FPT Play, VTVgo               |
| Đài truyền hình trực tiếp sở hữu bản quyền giải đấu ngoài khu vực Đông Nam Á          |                                                                                       |                                                                                       |                                                                                                  |
| Hàn Quốc                                                                              | Eclat Media                                                                           | SPOTV                                                                                 | SPOTV Now                                                                                        |
| Toàn cầu                                                                              | YouTube, Facebook, OneFootball                                                        | —                                                                                     | YouTube: ASEAN United FC Facebook: ASEAN United FC OneFootball (trừ châu Á–Thái Bình Dương)      |